# Teatro romano di Atri
Il teatro romano di Atri è un antico teatro situato nella città di Atri, nota in passato come Hatria, nella regione Abruzzo, in Italia.

## Storia
Si ritiene che il teatro sia stato costruito nel I secolo d.C., durante il regno dell'imperatore Augusto. Il teatro è stato progettato in tipico stile romano, seguendo la forma semicircolare. Presentava una cavea con un diametro di 70 metri.
Sono state trovate due gallerie anulari a volta, costruite con mattoni a forma triangolare. La galleria esterna era leggermente più ampia e alta, e il pavimento era leggermente più alto rispetto a quella interna.
Ciò indica che la pendenza dell'area dei posti a sedere continuava sulle volte, che probabilmente sostenevano la sezione più alta del teatro. Una scala esterna situata accanto alla galleria esterna conduceva approssimativamente dal livello della strada moderna alle gallerie, che probabilmente costituivano l'ingresso alla media cavea. Ci sono anche i resti di un'altra scala situata più lontano dalla galleria esterna.
Nel 1984, gli scavi hanno rivelato due gallerie anulari a volta.